# Зубовка (Полтавская область)
Зубо́вка (укр. Зубівка) — село, Зубовский сельский совет, Миргородский район, Полтавская область, Украина.
Код КОАТУУ — 5323282201. Население по переписи 2001 года составляло 1057 человек.
Село указано на карте частей Киевского, Черниговского и других наместничеств 1787 года.
В Центральном Государственном Историческом Архиве Украины в городе Киеве есть документы православной церкви за 1753-1794 год
Является административным центром Зубовского сельского совета, в который, кроме того, входит село Руда.

## Географическое положение
Село Зубовка находится на левом берегу реки Хорол, выше по течению на расстоянии в 3,5 км расположено село Хомутец, ниже по течению на расстоянии в 1 км расположено село Белики, на противоположном берегу — село Малые Сорочинцы. По селу протекает пересыхающий ручей с запрудой. Река в этом месте извилистая, образует лиманы, старицы и заболоченные озёра.

## Объекты социальной сферы
- Дом культуры.

## Известные люди
- Давид Гурамишвили (1705—1792) — помещик села Зубовка, поэт, представитель грузинского предромантизма.